# Silver Cliff, Wisconsin
Silver Cliff är en kommun i Marinette County, Wisconsin, USA.